# نیوپورت کوست، نیوپورت بیچ
نیوپورت کوست (به انگلیسی: Newport Coast) یک منطقهٔ مسکونی در ایالات متحده آمریکا است که در نیوپورت بیچ، کالیفرنیا واقع شده‌است. نیوپورت کوست ۹٬۷۴۱ نفر جمعیت دارد.